# Роберт Хофстатер
Роберт Хофстатер (енгл. Robert Hofstadter, 5. фебруар 1915. – 17. новембар 1990) био је амерички физичар који је 1961. године, заједно са Рудолфом Месбауером, добио Нобелову награду за физику 1961. године „за пионирска испитивања расејања електрона на атомским језгрима и за тако постигнута открића у вези са структуром нуклеона”.